# Ювілейна медаль «20 років незалежності України»

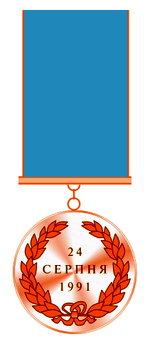
Реверс медалі

Ювілейна медаль «20 років незалежності України» — відзнака Президента України, що встановлена для відзначення громадян з нагоди 20-ї річниці незалежності України за значний особистий внесок у становлення незалежності України, утвердження її суверенітету та зміцнення міжнародного авторитету, заслуги у державотворчій, соціально-економічній і громадсько-політичній діяльності, сумлінне та бездоганне служіння Українському народу.

## Історія нагороди
- Відзнака Президента України — ювілейна медаль «20 років незалежності України» заснована Указом Президента України В. Ф. Януковича 30 травня 2011 року.

### Нагородження
- 19 серпня 2011 року Віктор Янукович підписав Указ № 822/2011 про нагородження більш ніж двох тисяч громадян України ювілейною медаллю до 20-річчя незалежності України.[1][2]
- 8 жовтня 2011 року ювілейною медаллю з нагоди Дня юриста були нагороджені ще 9 осіб за вагомий особистий внесок у реалізацію державної правової політики, зміцнення законності та правопорядку, багаторічну самовіддану працю та високий професіоналізм.[3]
- 1 грудня 2011 року з нагоди річниці підтвердження всеукраїнським референдумом 1 грудня 1991 року Акта проголошення незалежності України було проведене третє нагородження ювілейною медаллю — нагороджено близько 500 осіб.[4]
- 21 січня 2012 року з нагоди Дня Соборності та Свободи України було проведене четверте нагородження ювілейною медаллю — нагороджено близько 450 осіб.[5]
- 27 червня 2012 року з нагоди Дня Конституції України було проведене п'яте нагородження ювілейною медаллю — нагороджено близько 340 осіб.[6]

## Положення про ювілейну медаль «20 років незалежності України»
- Відзнака Президента України — ювілейна медаль «20 років незалежності України» установлена для відзначення громадян з нагоди 20-ї річниці незалежності України за значний особистий внесок у становлення незалежності України, утвердження її суверенітету та зміцнення міжнародного авторитету, заслуги у державотворчій, соціально-економічній і громадсько-політичній діяльності, сумлінне та бездоганне служіння Українському народу.
- Ювілейною медаллю нагороджуються громадяни України, іноземці та особи без громадянства.
- Нагородження ювілейною медаллю посмертно не провадиться.
- Висунення кандидатур до відзначення ювілейною медаллю здійснюється гласно трудовими колективами підприємств, установ, організацій незалежно від форми власності, органами місцевого самоврядування, творчими спілками, товариствами, об'єднаннями громадян.
- Клопотання про відзначення ювілейною медаллю разом із нагородним листом установленого зразка подаються відповідно до Ради міністрів Автономної Республіки Крим, обласних, Київської та Севастопольської міських державних адміністрацій.
- Клопотання про відзначення громадян ювілейною медаллю разом із нагородними листами вносяться Радою міністрів Автономної Республіки Крим, обласними, Київською та Севастопольською міськими державними адміністраціями Кабінету Міністрів України у визначеному ним порядку.
- Подання про нагородження ювілейною медаллю готує та вносить на розгляд Президента України Кабінет Міністрів України.
- Попередній розгляд подання разом із нагородними листами здійснюється Комісією державних нагород та геральдики.
- Нагородження громадян ювілейною медаллю провадиться указом Президента України.
- Особі, нагородженій ювілейною медаллю, вручаються відзнака та посвідчення до ювілейної медалі встановленого зразка.
- Вручення ювілейної медалі здійснюється відповідно до Порядку представлення до нагородження та вручення державних нагород України, затвердженого Указом Президента України від 19 лютого 2003 року № 138.

## Опис ювілейної медалі «20 років незалежності України»
- Ювілейна медаль виготовляється з металу жовтого кольору і має форму кола діаметром 32 мм. На лицьовому боці медалі у центрі — контур карти України з розташованим на ній малим Державним Гербом України в обрамленні променів.
- По верхньому півколу медалі — напис «ДВАДЦЯТЬ РОКІВ». По нижньому півколу медалі — напис «НЕЗАЛЕЖНОСТІ УКРАЇНИ».
- На зворотному боці ювілейної медалі в обрамленні лаврового вінка — напис у центрі у три рядки «24 СЕРПНЯ 1991».
- Всі зображення і написи рельєфні. Поле щита малого Державного Герба України залите синьою емаллю. Ювілейна медаль має випуклий бортик.
- За допомогою кільця з вушком ювілейна медаль з'єднується з прямокутною колодкою, обтягнутою стрічкою. Розмір колодки: довжина — 45 мм, ширина — 28 мм. На зворотному боці колодки — застібка для прикріплення медалі до одягу.
- Стрічка медалі шовкова муарова зі смужками синього і жовтого кольорів (по 13 мм), які облямовані золотим шиттям.
- Планка ювілейної медалі являє собою прямокутну металеву пластинку, обтягнуту стрічкою. Розмір планки: довжина — 28 мм, ширина — 12 мм

## Послідовність розміщення знаків державних нагород України
- Відзнака Президента України — ювілейна медаль «20 років незалежності України» — на лівому боці грудей після відзнаки Президента України — ювілейної медалі «60 років визволення України від фашистських загарбників».